# Oľšavka, Spišská Nová Ves
Oľšavka este o comună slovacă, aflată în districtul Spišská Nová Ves din regiunea Košice. Localitatea se află la altitudinea de 435 m deasupra n.m., se întinde pe o suprafață de 3,02 km2 și în 2017 număra 194 de locuitori.

## Istoric
Localitatea Oľšavka este atestată documentar din 1245.

## Demografie
| An:                | 1994 | 2004    | 2014   | 2024   |
| ------------------ | ---- | ------- | ------ | ------ |
| Număr de persoane: | 171  | 192     | 198    | 182    |
| Diferență:         |      | +12,28% | +3,12% | −8,08% |

| An:                | 2023 | 2024 |
| ------------------ | ---- | ---- |
| Număr de persoane: | 182  | 182  |
| Diferență:         |      | +0%  |